# Norra Riksten
Norra Riksten è un'area urbana della Svezia situata nel comune di Botkyrka, contea di Stoccolma.
La popolazione risultante dal censimento 2010 era di 839 abitanti .